# 艾维尔沟街道
艾维尔沟街道，是中华人民共和国新疆维吾尔自治区乌鲁木齐市达坂城区下辖的一个乡镇级行政单位，是达坂城区南侧的一处飞地。

## 行政区划
艾维尔沟街道下辖以下地区：
工人新村社区和七一平峒社区。